# Louis Charles Antoine Desaix
Pour les articles homonymes, voir Desaix (homonymie) et Louis Desaix.
Louis Charles Antoine Desaix, né le 17 août 1768 au château d'Ayat à Ayat-sur-Sioule  (Puy-de-Dôme) et mort au combat le 14 juin 1800 à Marengo (Italie), est un général français qui s'est illustré lors des guerres révolutionnaires et sous les ordres de Bonaparte, notamment en Égypte et en Italie. Selon l'usage de l'époque, afin de se distinguer de son frère, il a ajouté à son nom celui du fief de sa famille et a pris pour nom Desaix de Veygoux. Desaix est surnommé le « Sultan juste ».

## Nom de famille

### Prononciation
L'habitude veut qu'on prononce /də.zɛ/ dans le pays d'origine de Desaix. Le nom provenant de Des Aix, la prononciation /de.zɛ/ est aussi rencontrée mais elle est moins courante,.

### Évolution
Le nom des Ayes apparaît en 1287, puis viennent des Haies, des Azayes ou des Saix.  Des Aix est porté à partir du XVIIe siècle jusqu’à l’aïeul du général qui meurt en 1750. La forme actuelle Desaix voit donc le jour avant la Révolution.

## Biographie

### Origines familiales
Louis Charles Antoine des Aix est le troisième fils de Gilbert Antoine des Aix (1716-1783), chevalier, seigneur de Veygoux, et d'Amable de Beaufranchet (1734-1802), son épouse et cousine germaine car son grand-père, Sylvain des Aix (1678-1750) était marié à Anne de Beaufranchet d'Ayat (1684-1772). La famille Desaix est originaire des Ayes, hameau de la commune de Teilhet, situé à 9 km d'Ayat-sur-Sioule d'après René Bouscayrol. L'attache première de la famille a probablement été la tenure féodale d'Aix, terre noble de la châtellenie d'Eygurandes dans la baronnie d'Herment dont la suzeraineté s'étendait sur le sud de la Combrailles. Il est lié à la famille noble de Beaufranchet établie en Auvergne, dont plusieurs membres se sont fait connaître au XVIIIe siècle,. La mère du général Desaix est la sœur de Jacques de Beaufranchet seigneur d'Ayat qui épouse le 25 novembre 1755 Marie-Louise O'Murphy ancienne maîtresse de Louis XV et modèle du peintre François Boucher.

### Une formation militaire
En 1776, à l'âge de huit ans, Desaix entre à l'école royale militaire d'Effiat, dirigée par des prêtres séculiers, les oratoriens, où il se fait appeler « chevalier de Veygoux ». À quinze ans, en 1783, il est nommé sous-lieutenant dans le régiment de Bretagne (infanterie).

### Le choix de la République

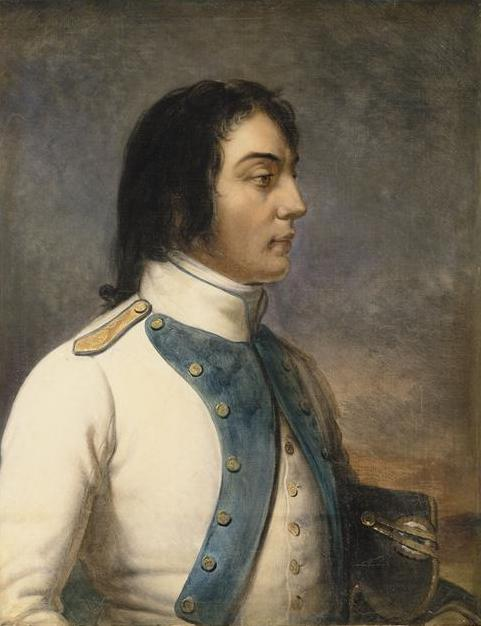
Louis-Charles-Antoine Desaix en uniforme de capitaine au d'infanterie de ligne en 1792 par Charles de Steuben (1835).

En 1791, il quitte le régiment de Bretagne car il est nommé commissaire ordinaire des guerres à Clermont-Ferrand.
En 1792, la majeure partie de sa famille émigre, effrayée par la Révolution. Il se refuse à la suivre et part servir contre les forces de la coalition dans l'armée du Rhin. Il y est nommé aide de camp du commandant en chef Victor de Broglie. Alors qu'il est chargé de porter des courriers à Bourbonne-les-Bains et voulant éviter les contrôles au bourg de Xertigny, il se fait arrêter et conduire à la prison d'Épinal où il sera interrogé puis remis en liberté grâce à une intervention de Poullain Grandprey.
Ayant montré une rare bravoure et une grande présence d'esprit au combat de Lauterbourg, il est nommé général de brigade à titre provisoire le 20 août 1793, à 25 ans, confirmé dans ce grade le 11 septembre 1793, nommé provisoirement au grade de général de division le 20 octobre 1793.
Confirmé dans son grade de général de division par le Comité de Salut Public, dans l'armée du Rhin le 2 septembre 1794, Desaix prend la plus grande part aux victoires de cette campagne de l'an IV, et participe, entre autres, au blocus de Mayence,. En 1795, il protège l’aile droite de l’armée du Rhin de Pichegru, du côté de Brisach et Bâle, face à Wurmser. À l’automne il combat près de Mannheim et Landau. Il signe un armistice avec Clerfayt le 31 décembre 1795.
Ses succès militaires en 1794 et 1795 conduisent à sa nomination comme commandant en chef par intérim de l'armée du Rhin du 5 mars au 20 avril 1796 (il succède provisoirement à Pichegru, son supérieur, qui fait l’objet de lourds soupçons), du 31 janvier au 19 avril 1797. Il remet à chaque fois son commandement au général Moreau en vue du lancement opérationnel de la campagne d’Allemagne. L’arrestation de Pichegru à Paris lors du coup d’Etat du 18 Fructidor et la confirmation de sa trahison de 1795 (affaire du fourgon de Klinglin) crée une incertitude à l’égard de Moreau (destitué) et Desaix (protégé par Bonaparte). Du 26 octobre 1797 au 27 mars 1798, le général Desaix est commandant en chef de l'armée d'Angleterre.

### La campagne d'Égypte

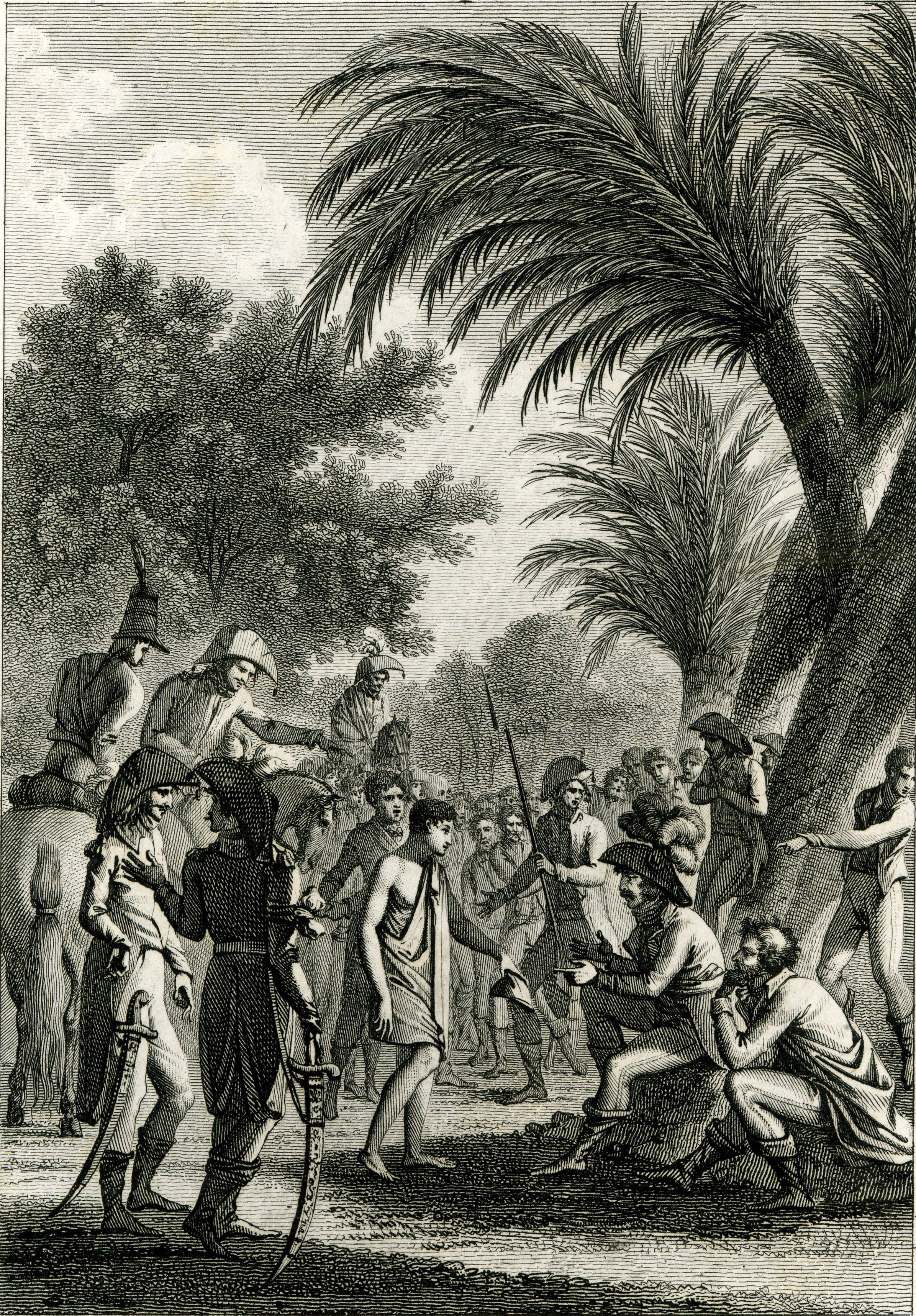
La clémence de Desaix dans « Voyage dans la basse et la haute Égypte » de Vivant Denon (1802).

Lorsqu'il rencontre Bonaparte à Passariano en Italie en 1797, celui-ci lui confie l'organisation d'un convoi maritime pour la campagne d'Égypte, où il remplira la fonction d'amiral.
Durant l'expédition d'Egypte, Desaix participe à la prise de Malte, puis à celle d'Alexandrie, écrase les mamelouks à Chebreiss (13 juillet 1798) et s'illustre lors de la bataille des Pyramides.
Il reçoit ensuite l'ordre d'aller faire la conquête de la Haute-Égypte, et d'y achever la destruction des mamelouks. Il livre divers combats à Sonaguy, à Thèbes (aujourd'hui Louxor), à Samanouth (aujourd'hui Sebennytos) à Syène (aujourd'hui Assouan), à Gosseys et triomphe partout. Son administration est telle qu'elle lui vaut le surnom de Sultan juste de la part des vaincus eux-mêmes. Par ailleurs, en homme instruit, il procure aux scientifiques chargés de reconnaître le pays tous les renseignements qu'il a recueillis, en recherchant lui-même les ruines et les monuments importants.
Rappelé de Haute-Égypte, il bénéficie de la convention d'El-Arich signée par Kléber avec les Turcs et les Anglais et s'embarque pour l'Europe le 3 mars 1800. Arrivé à Livourne, le vice-amiral anglais George Keith Elphinstone le déclare prisonnier au mépris des conventions, et affecte de le confondre avec les soldats qu'il raccompagne.
Délivré par un ordre supérieur venant des mains du vice-amiral, Desaix écrit de Toulon au Premier Consul. Peu de temps après, sans même avoir revu sa famille en Auvergne, il part pour l'armée d'Italie.

### La bataille de Marengo

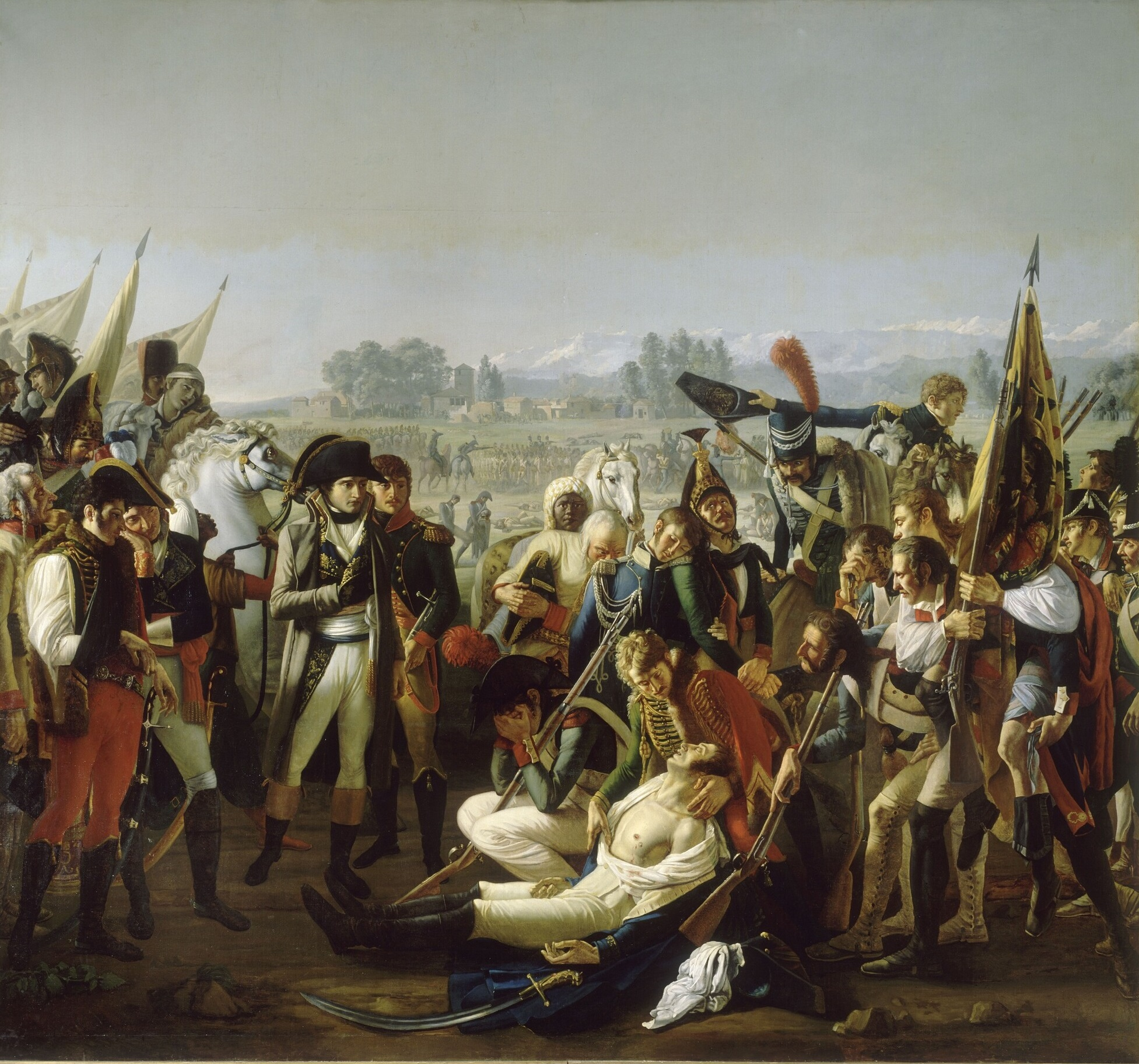
La mort de Desaix par Jean Broc (1806).

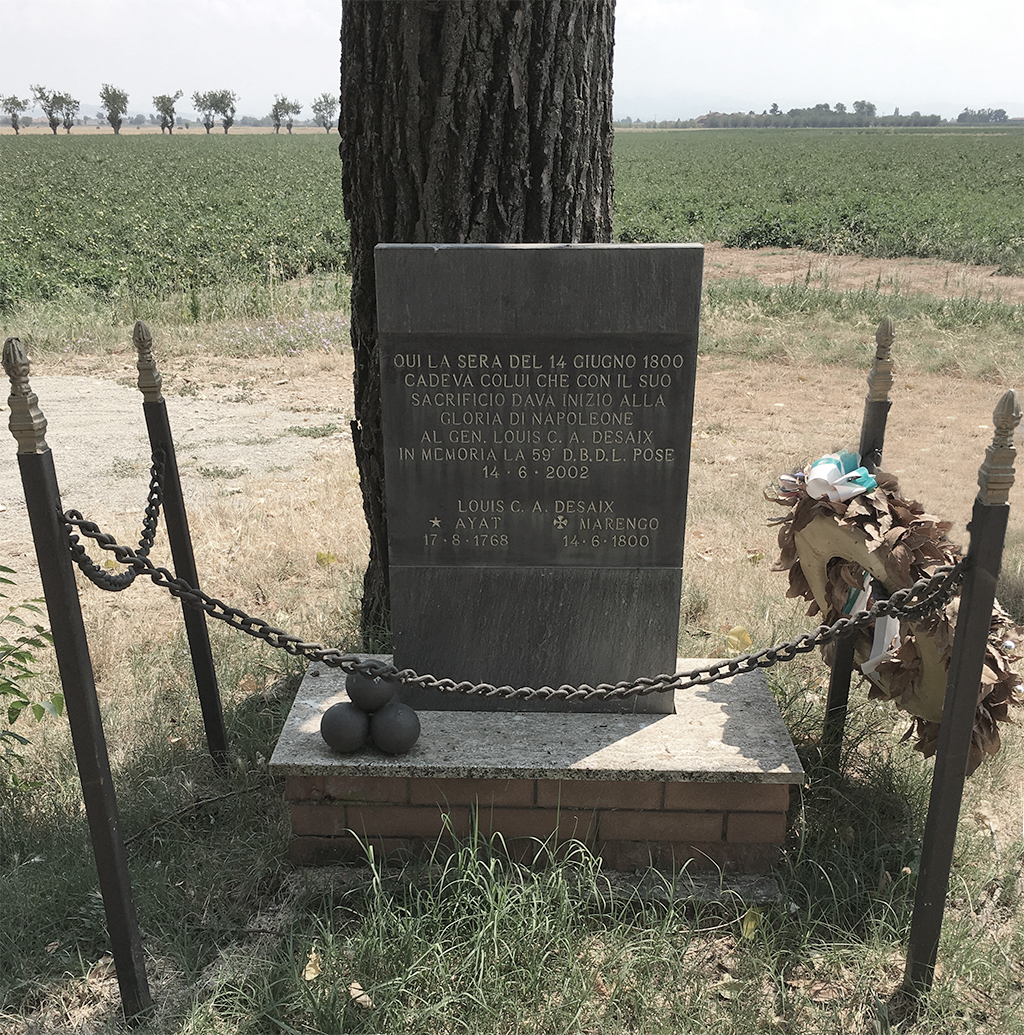
Plaque commémorative sur le site exact de la mort du général Desaix.

Le 5 mai 1800, de retour à Toulon, Desaix rejoint Bonaparte en Italie, où les troupes françaises sont confrontées aux Autrichiens.
Il rejoint l'armée la veille de la bataille de Marengo et va y commander la réserve, qui va changer le rapport de force. Le 14 juin, les deux armées s'affrontent à la bataille de Marengo.
Envoyé sur ordre de Bonaparte à la recherche de l'armée ennemie sur la route de Gênes, Desaix revient sur ses pas en entendant tonner des canons sur ses arrières (à moins que ce ne soit sur réception d'un contrordre, les deux versions ont leurs partisans[précision nécessaire]). Les troupes françaises ont en effet été attaquées et mises en grande difficulté par les Autrichiens. Arrivant avec environ 10 000 hommes, Desaix prend la tête de la 9e brigade d'infanterie légère et s'élance contre l'ennemi.
Cette action rétablit la situation et permet la victoire de l'armée française. Mais, au cours de la charge, Desaix est mortellement blessé d'une balle en plein cœur. Il a 31 ans.
Très affecté par sa mort, le Premier Consul fait transporter à l'hospice du Grand-Saint-Bernard la dépouille mortelle du général Desaix, dont il était très proche. Elle est inhumée dans la chapelle des Hospitaliers du Grand Saint-Bernard le 19 juin 1805. Berthier, ministre de la Guerre, représentant l'Empereur, prononce son éloge funèbre.

## Hommages

### Monuments
Les monuments commémoratifs à Desaix sont classés par ordre chronologique de création.
- La fontaine de la Pyramide à Clermont-Ferrand (1801) (œuvre remaniée par rapport au projet de départ),
- Le cénotaphe du général Desaix à Strasbourg (1802), (œuvre déplacée de l'île aux Épis à Strasbourg et remaniée par rajout par rapport au projet de départ),
- La fontaine Desaix sur la place Dauphine à Paris (1803), (œuvre déplacée de Paris à Riom et remaniée),
- Le tombeau de Desaix au col du Grand-Saint-Bernard, en Suisse (1806). Œuvre déplacée de quelques mètres, le corps de Desaix se trouve, depuis lors, à côté de son tombeau.
- La fontaine Desaix, esplanade du Pré-Madame à Riom (1806),
- L'arc de triomphe de l'Étoile à Paris où est gravé le nom de Desaix, au titre des personnalités de la Révolution (1806),
- Le Monument au général Desaix, statue colossale en bronze représentant Desaix presque nu sur la place des Victoires à Paris[24]. Statue retirée pour cause d'atteinte à la pudeur puis fondue[25] (1810),
- La fontaine du Château d'eau à Riom (1829), (œuvre simplifiée par rapport au projet d'origine : aucune référence aux huit personnalités auxquelles l'auteur avait prévu de rendre hommage)
- Le Général Desaix, statue de la place de Jaude à Clermont-Ferrand (1848 - éloge de Charles-Antoine Ravel)[26],
- La fontaine Desaix de style égyptien à Combronde (1849),
- Le Général Desaix, statue au musée du Louvre (pavillon de Rohan), sur la façade de la rue de Rivoli, à Paris[27] (1856),
- Le monument commémoratif à Desaix[28], à Ayat-sur-Sioule (1890).

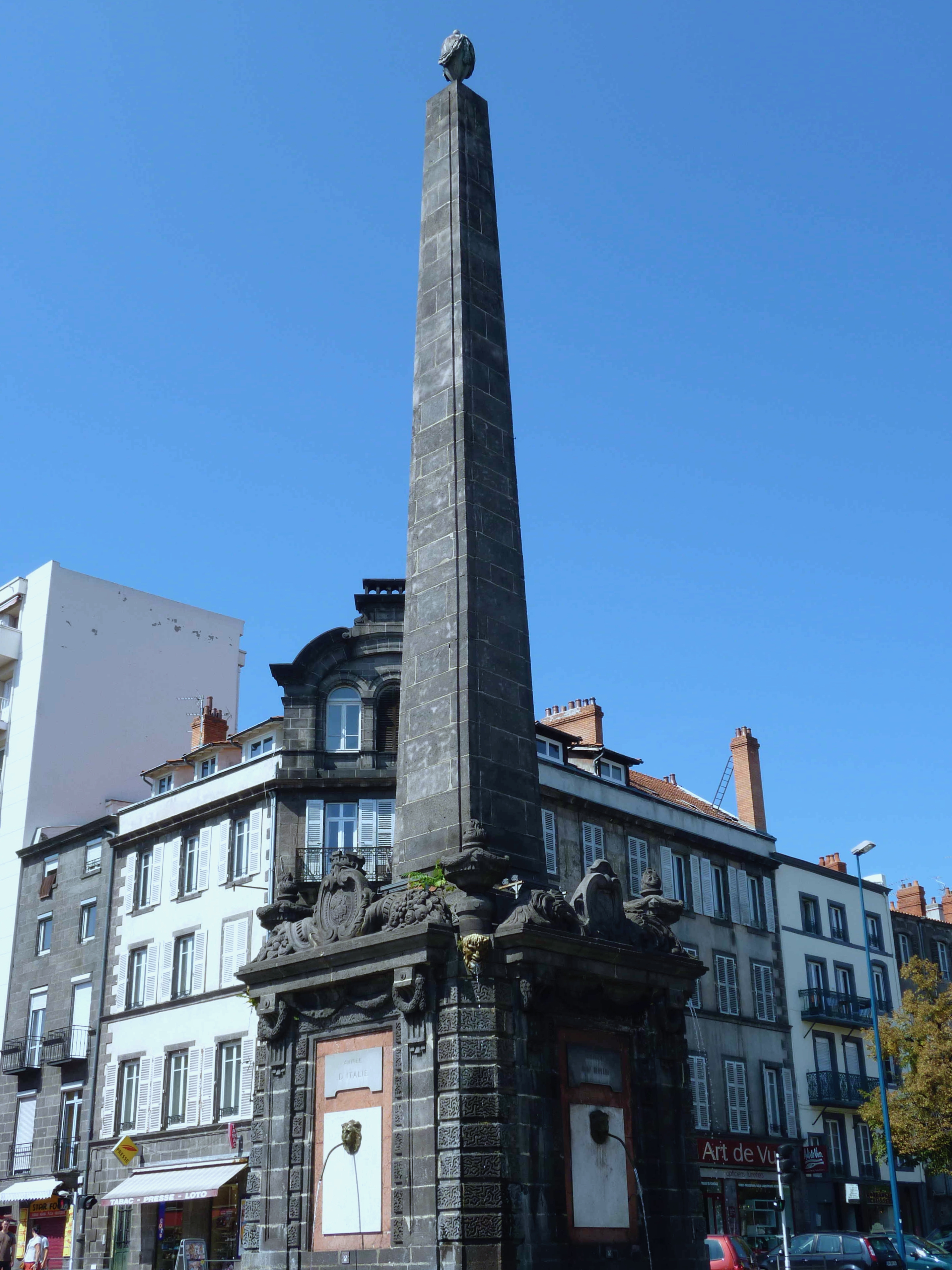
Fontaine de la Pyramide à Clermont-Ferrand.
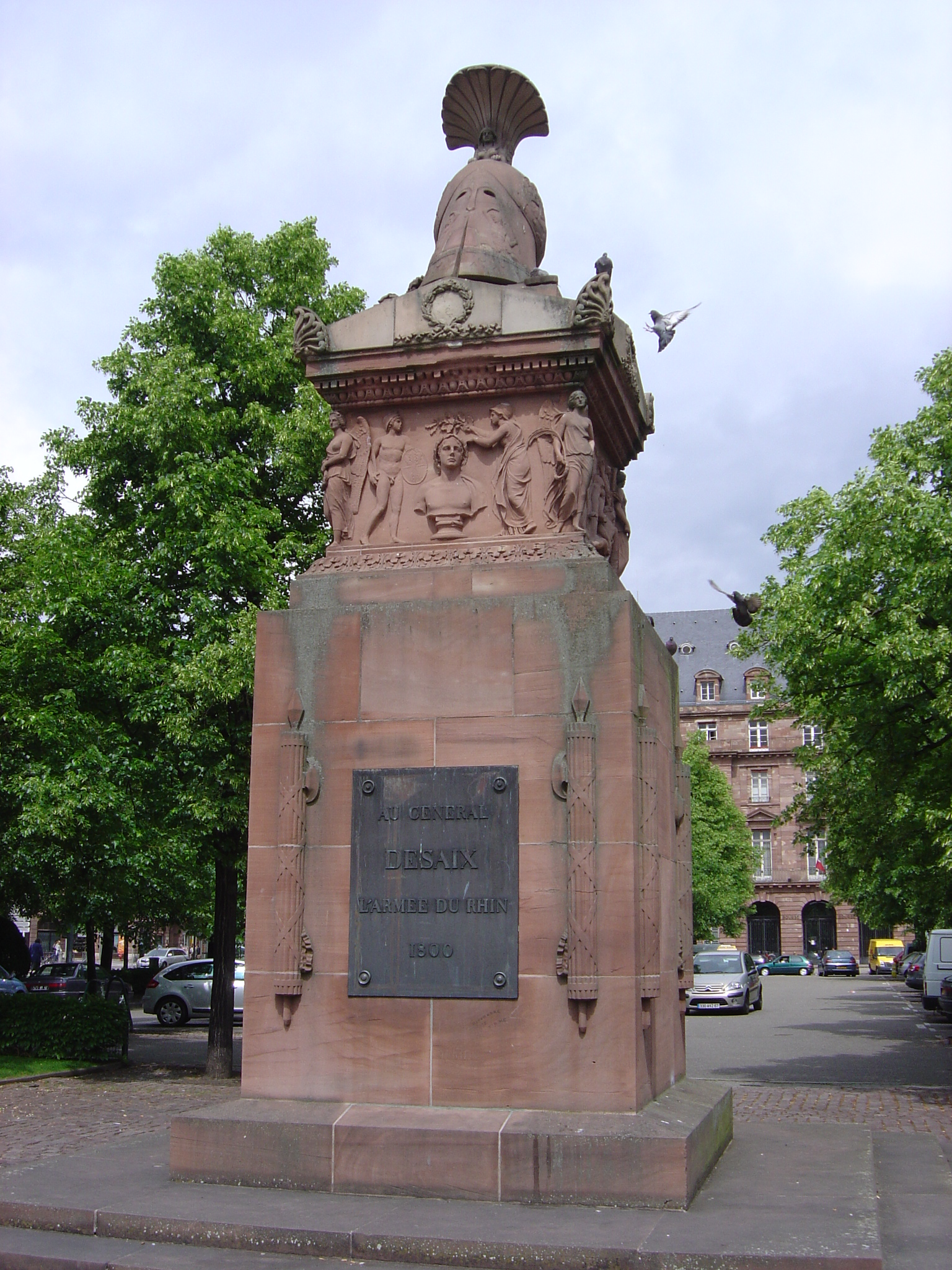
Cénotaphe de Desaix à Strasbourg.
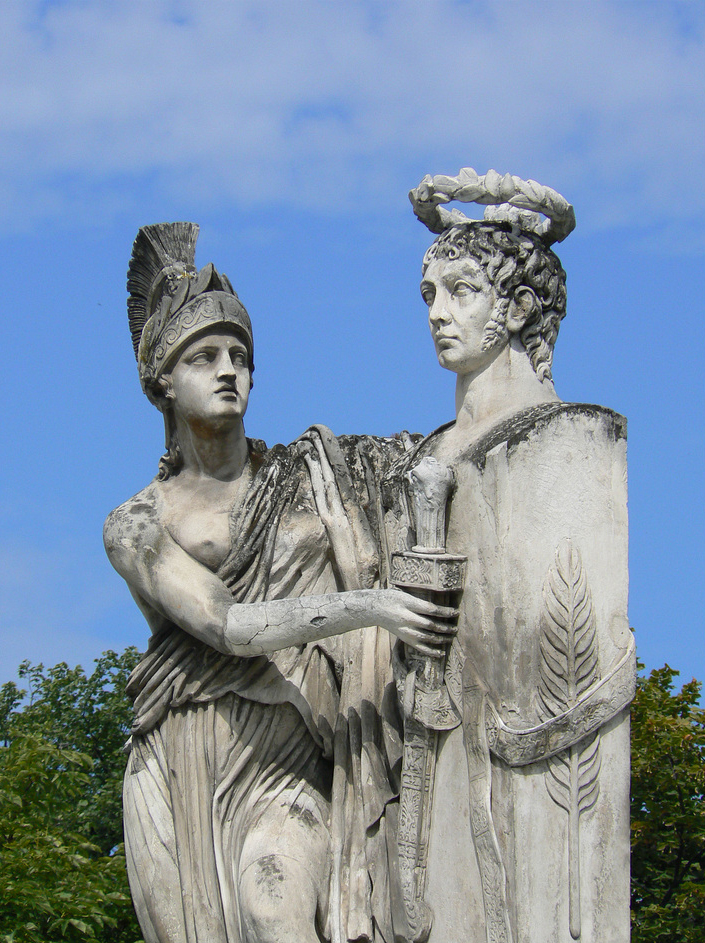
Fontaine Desaix à Paris (de 1803 à 1906) puis à Riom (depuis 1906).
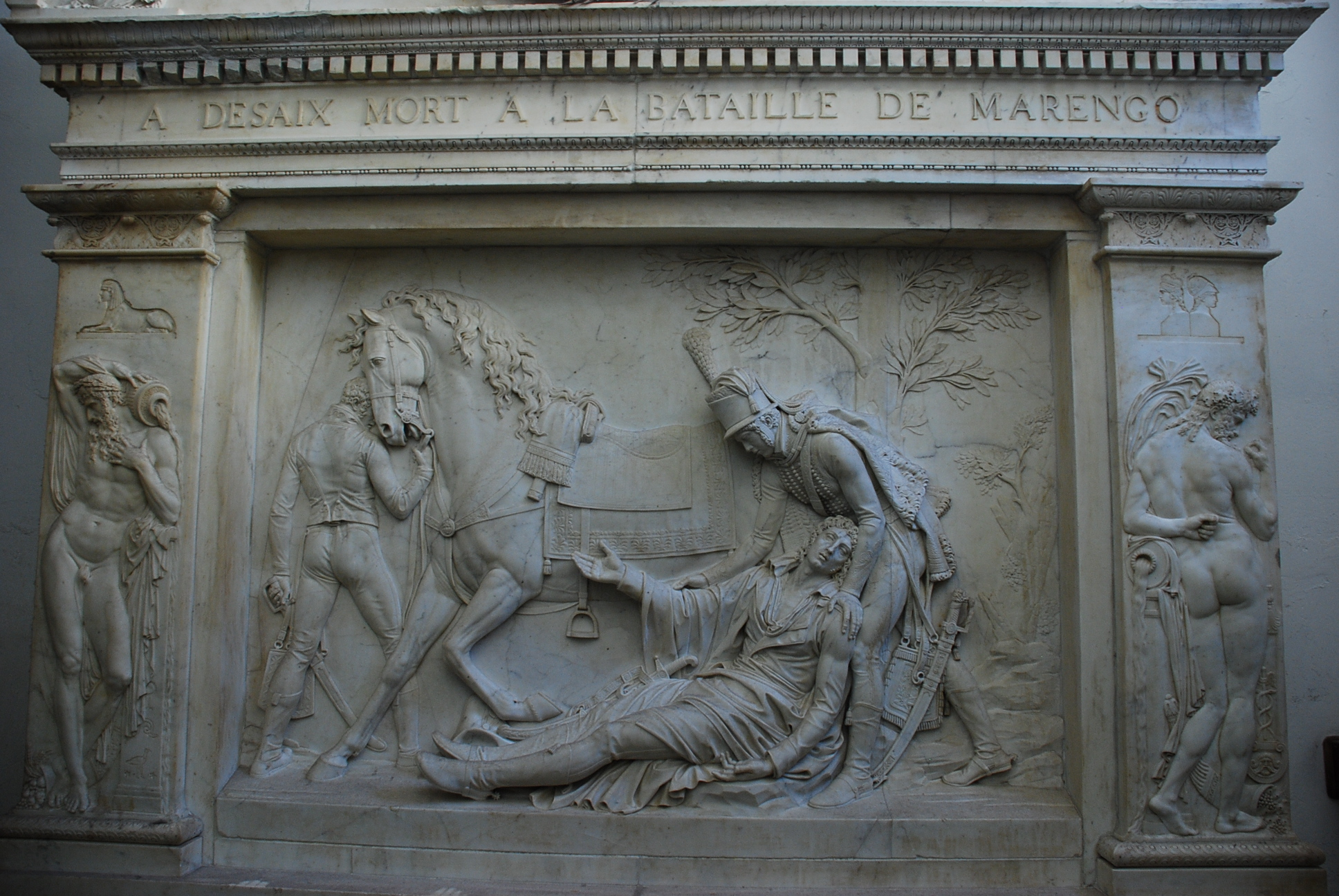
Tombeau de Desaix au col du Grand-Saint-Bernard (Suisse).
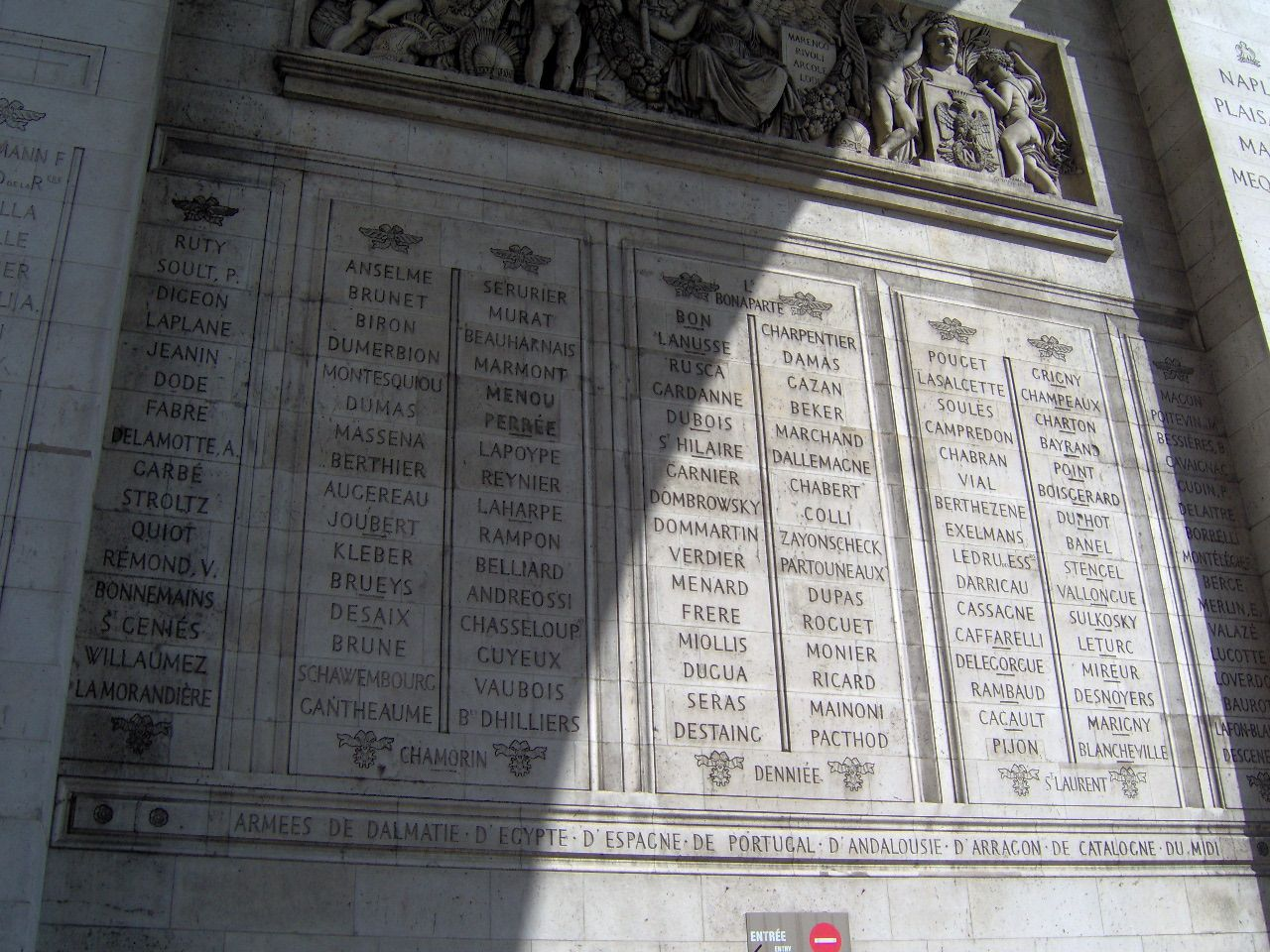
Arc de triomphe de l'Étoile où est gravé le nom de Desaix à Paris.
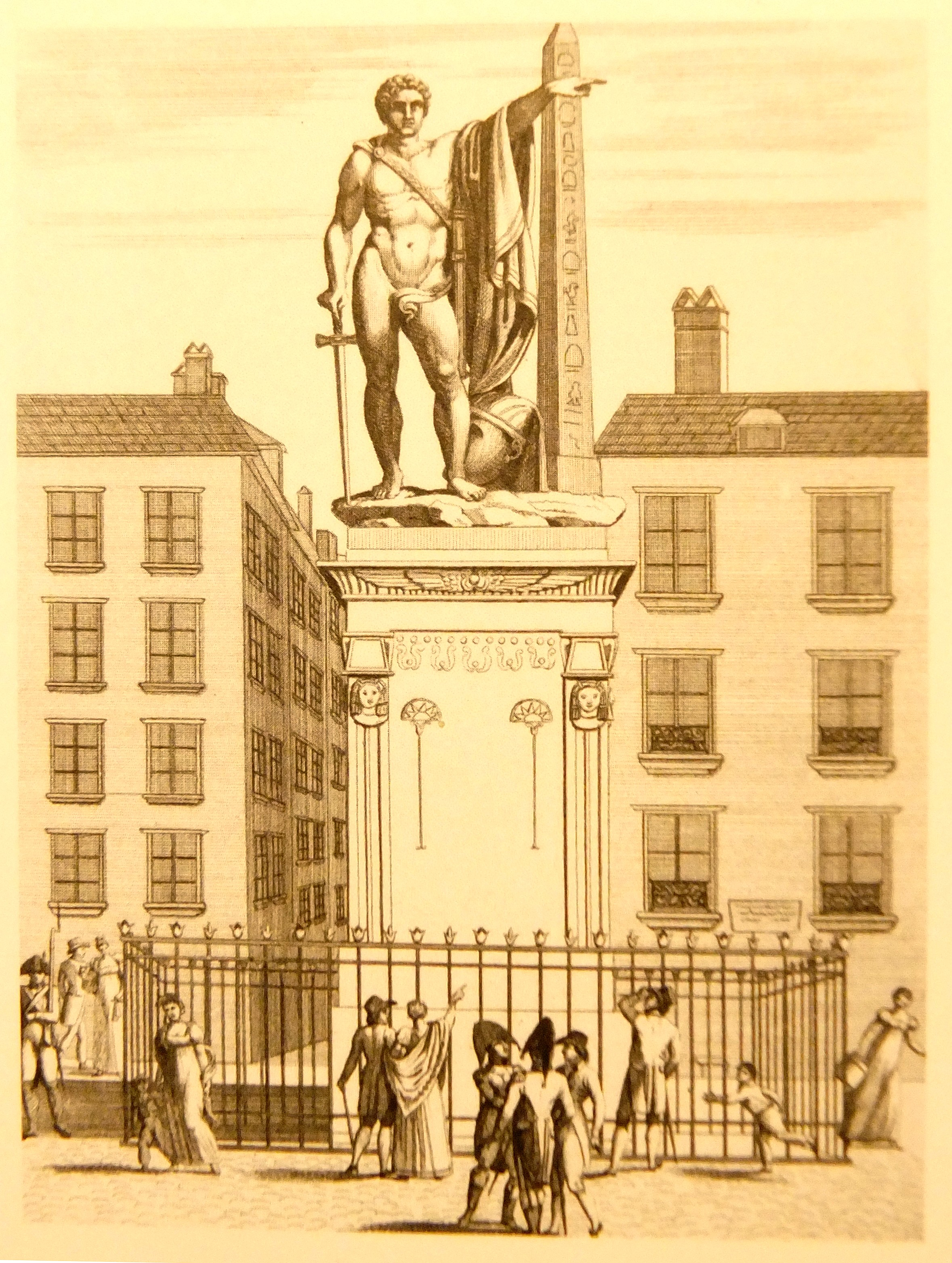
Statue Monument au général Desaix à Paris (disparue).
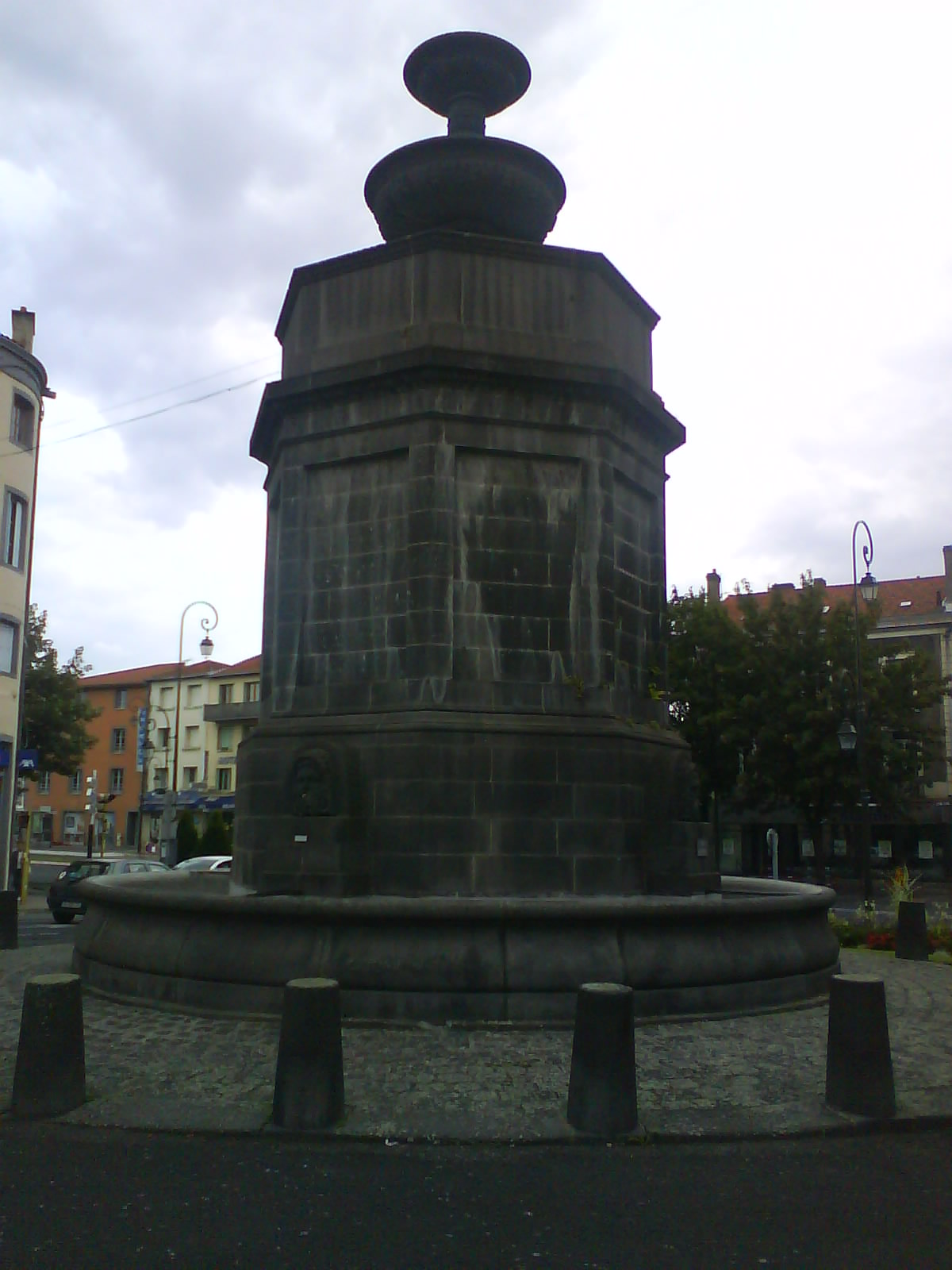
Fontaine du Château d'eau à Riom (inachevée).
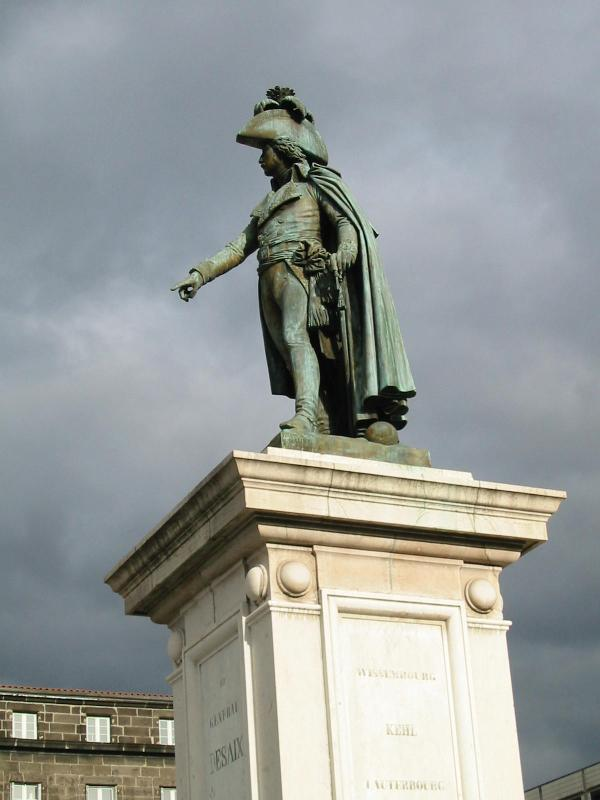
Statue (Le Général Desaix) à Clermont.
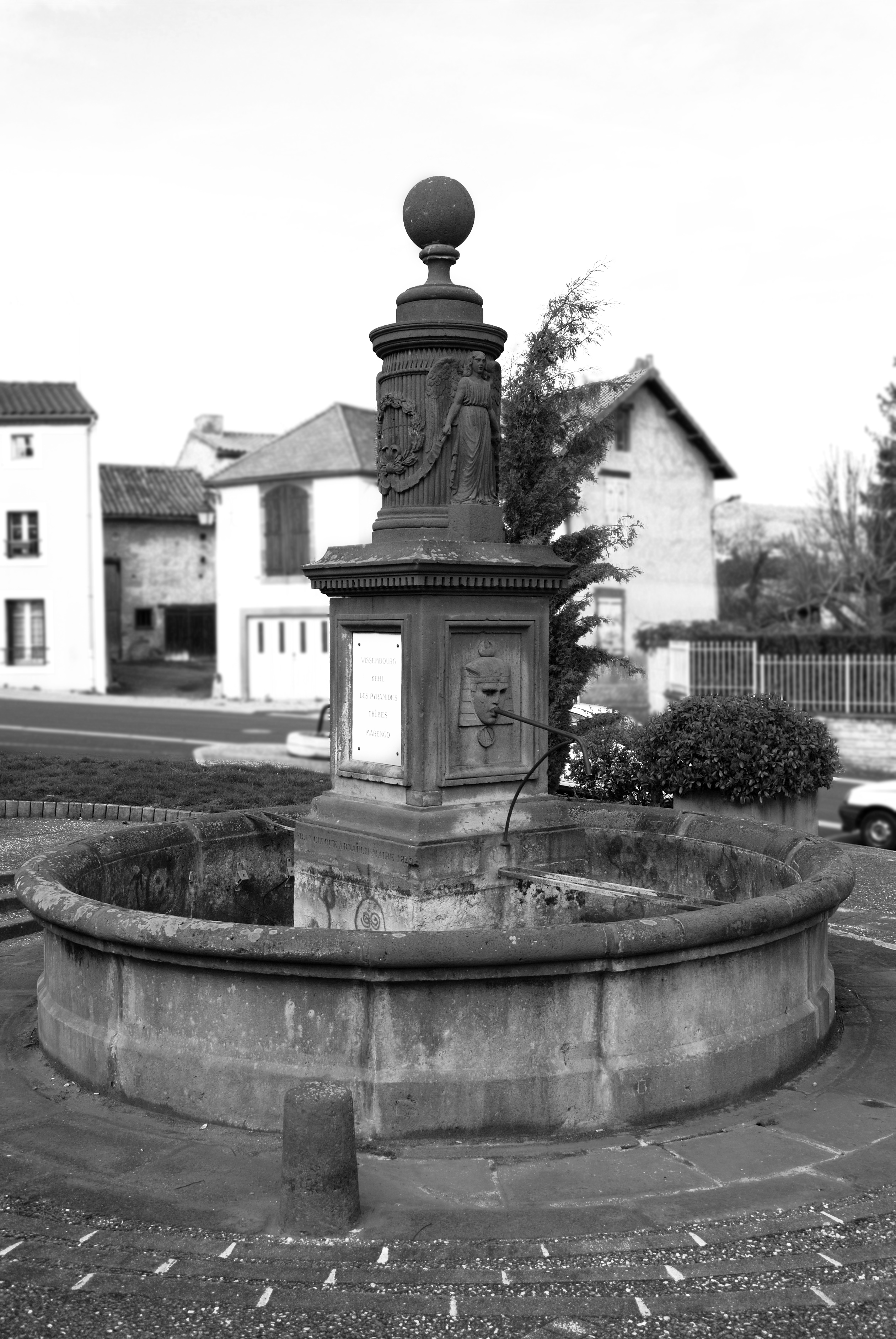
Fontaine Desaix de style égyptien à Combronde.
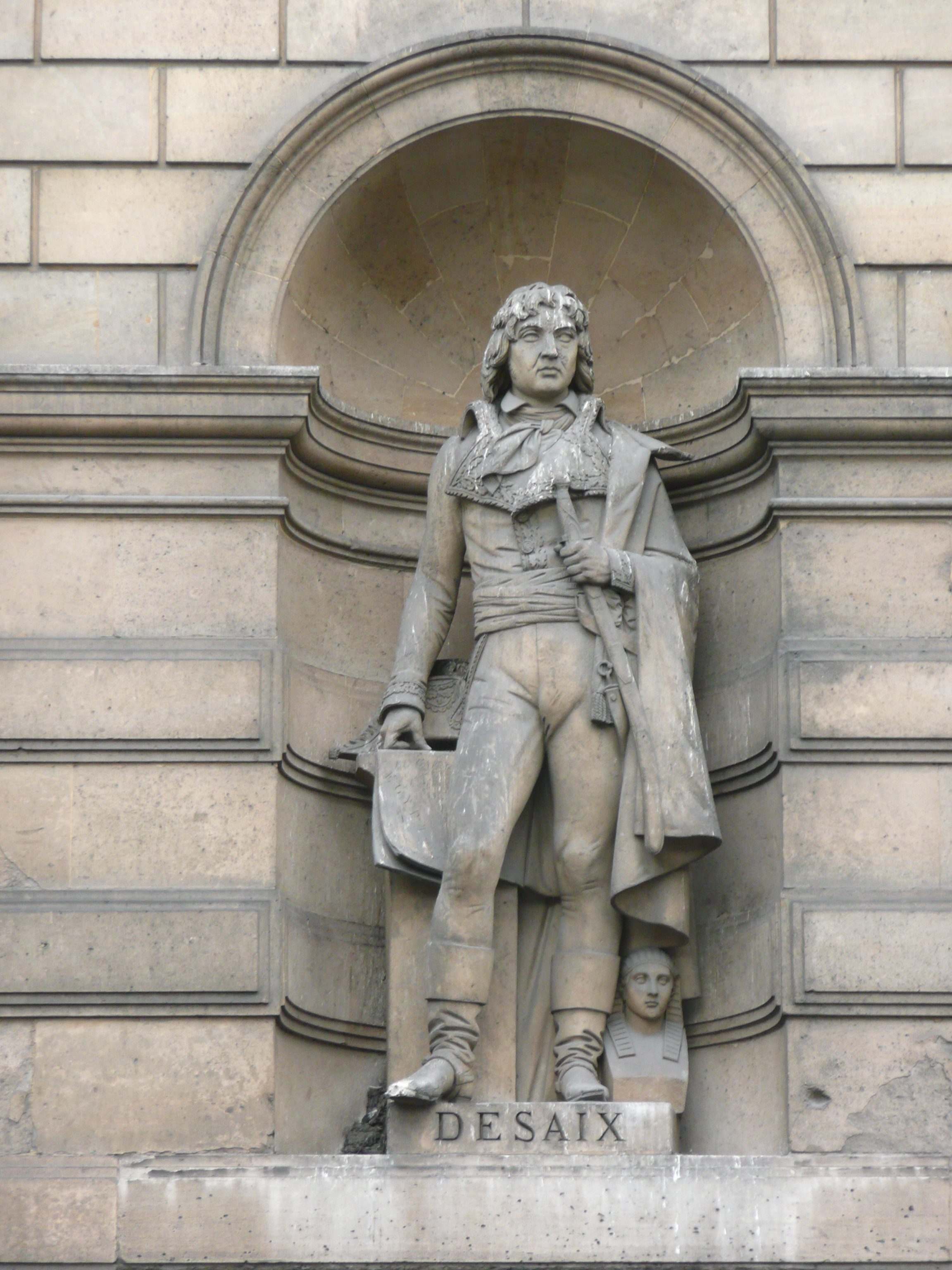
Statue (Le Général Desaix) à Paris.
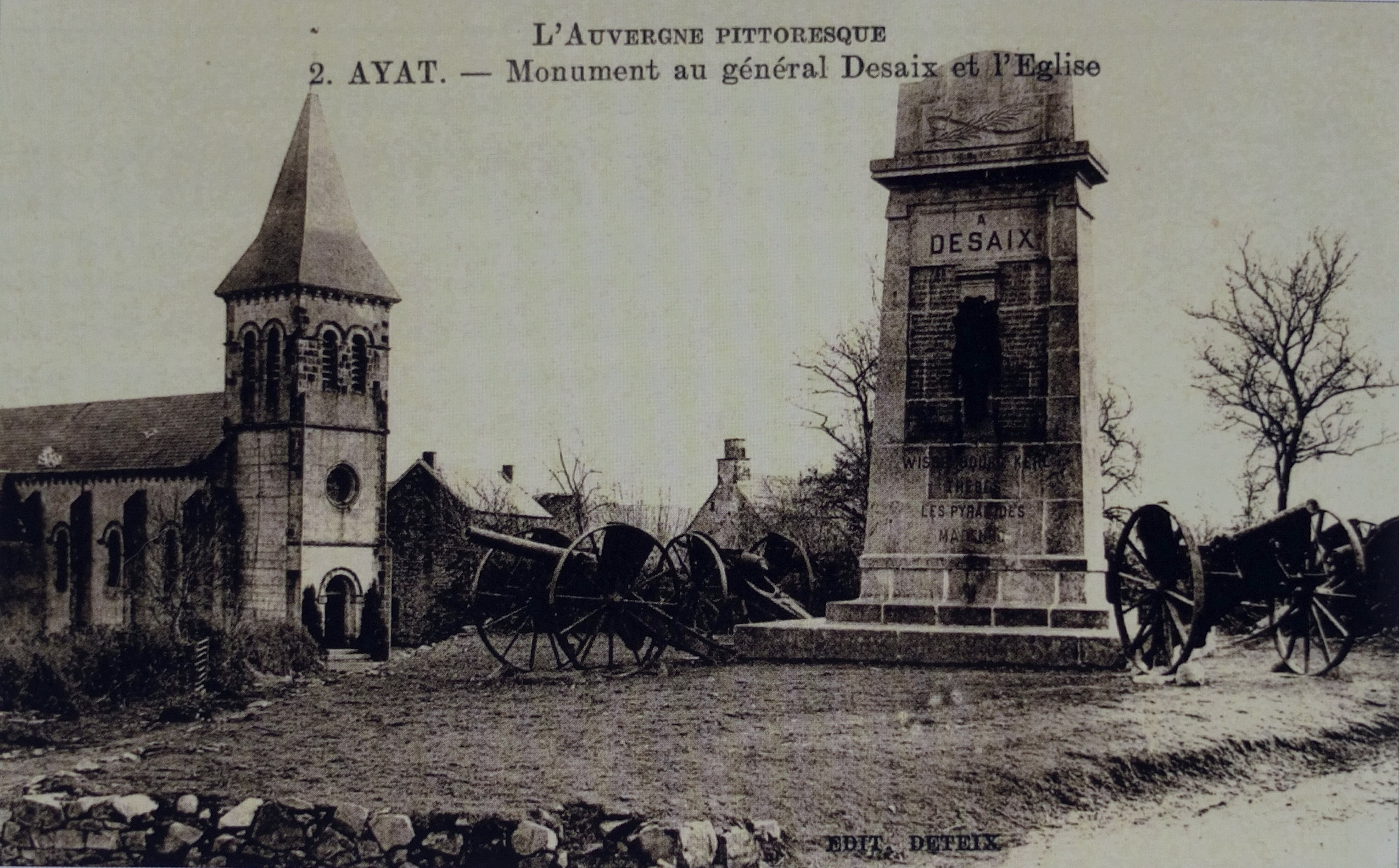
Le monument d'Ayat-sur-Sioule, inauguré en 1890, sur une carte postale ancienne.
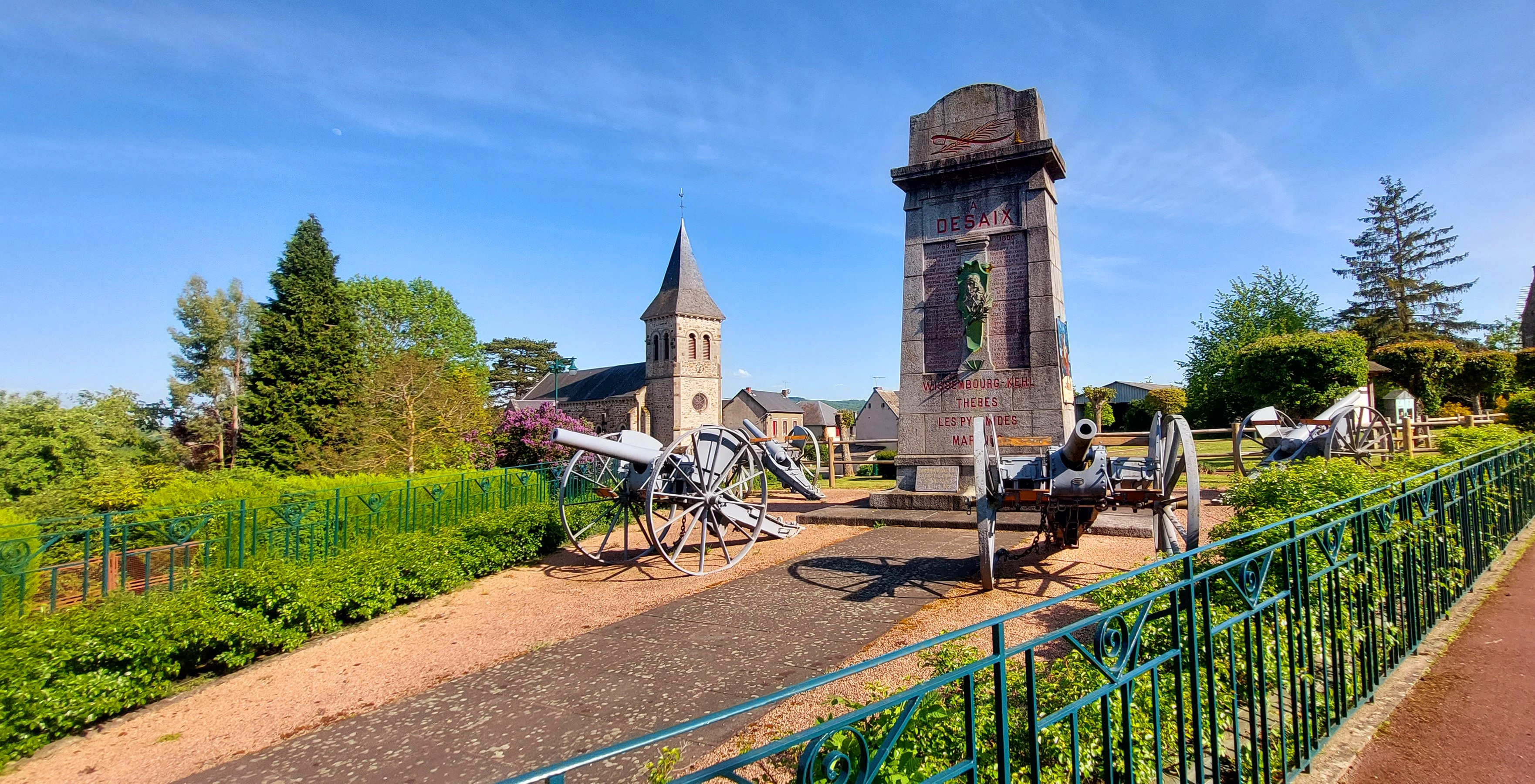
Le monument à Ayat-sur-Sioule

### Représentations

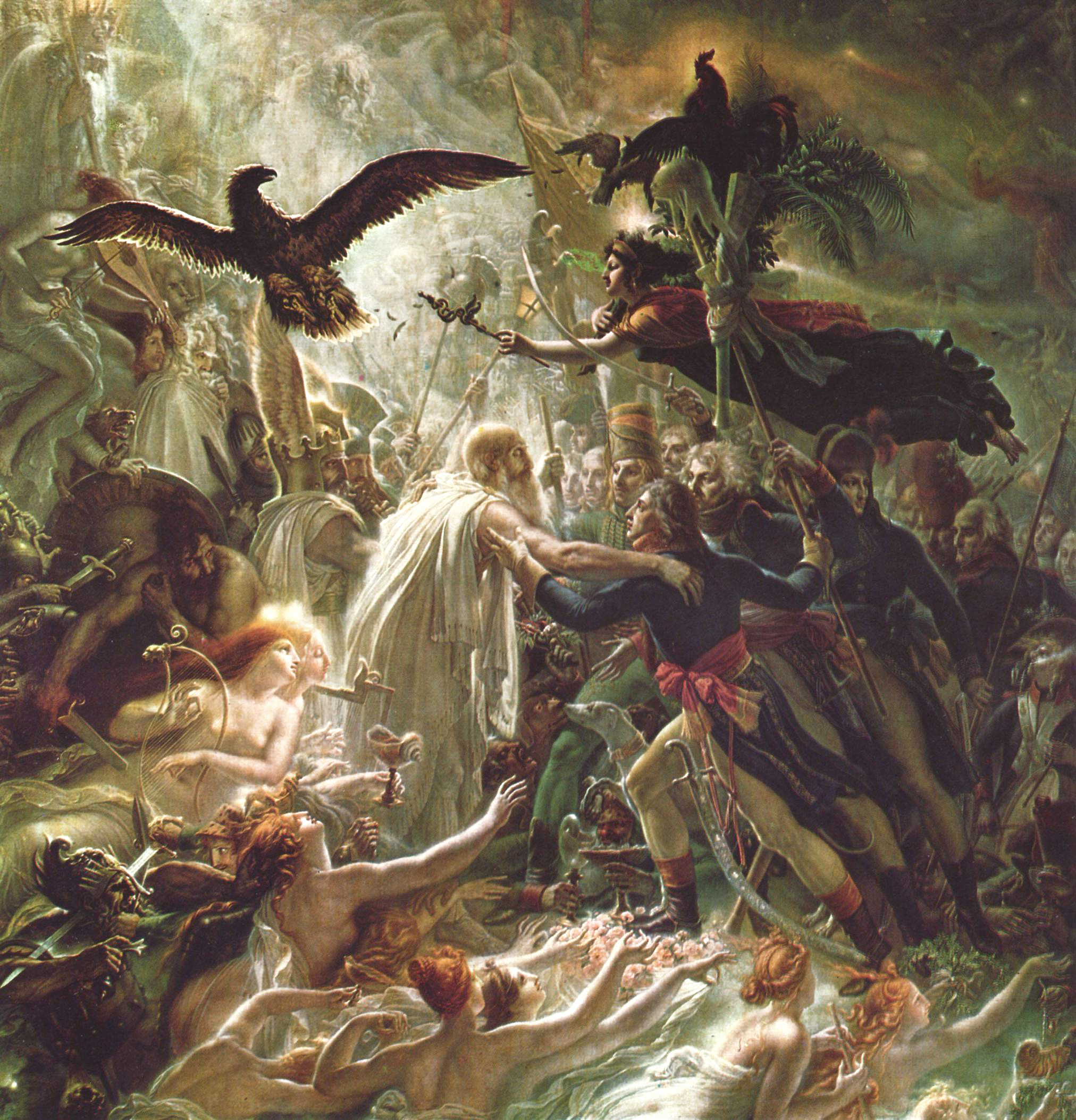
L’Apothéose des Héros français morts pour la patrie pendant la guerre de la Liberté par Anne-Louis Girodet-Trioson (1802).

- Une quinzaine de médailles posthumes à l'effigie de Desaix relate sa vie, a trait aux monuments en son honneur ou rend hommage à ses faits d'armes[29],[30].
- Desaix recevant la mort à la bataille de Maringo par Regnault, 1801, au musée du château de Versailles.
- Dans la toile l’Apothéose des Héros français morts pour la patrie pendant la guerre de la Liberté, réalisée en 1802, le peintre Girodet représente un Desaix accueilli au paradis par le barde Ossian avec, à l'arrière, les généraux Kléber, Marceau, Hoche et Championnet. (Voir reproduction).
- La mort de Desaix par Jean Broc, 1806[31].
- La bataille de Marengo - Desaix à Marengo par Jules Ramey[32], 1839, bas-relief sur l'Arc de triomphe dit Porte d'Aix, place Jules-Guesde à Marseille.
- Un médaillon à l'effigie de Desaix a été exécuté par le sculpteur Léonard Morel-Ladeuil pour l'inauguration de la statue Desaix en 1848 à Clermont-Ferrand. Un exemplaire en est conservé au musée d'art Roger-Quilliot. Ce musée conserve également un important fonds en lien avec le Général Desaix.
- Esquisse pour la mort du Général Desaix , terre cuite de 1859, par Albert-Ernest Carrier-Belleuse, Paris, coll. part[33].
- Mort de Desaix à Marengo, huile sur toile de Louis-Eugène Ginain. 3e quart du XIXe siècle[34],[35].

### Lieux
De nombreux lieux ont été nommées d'après le nom de Desaix.

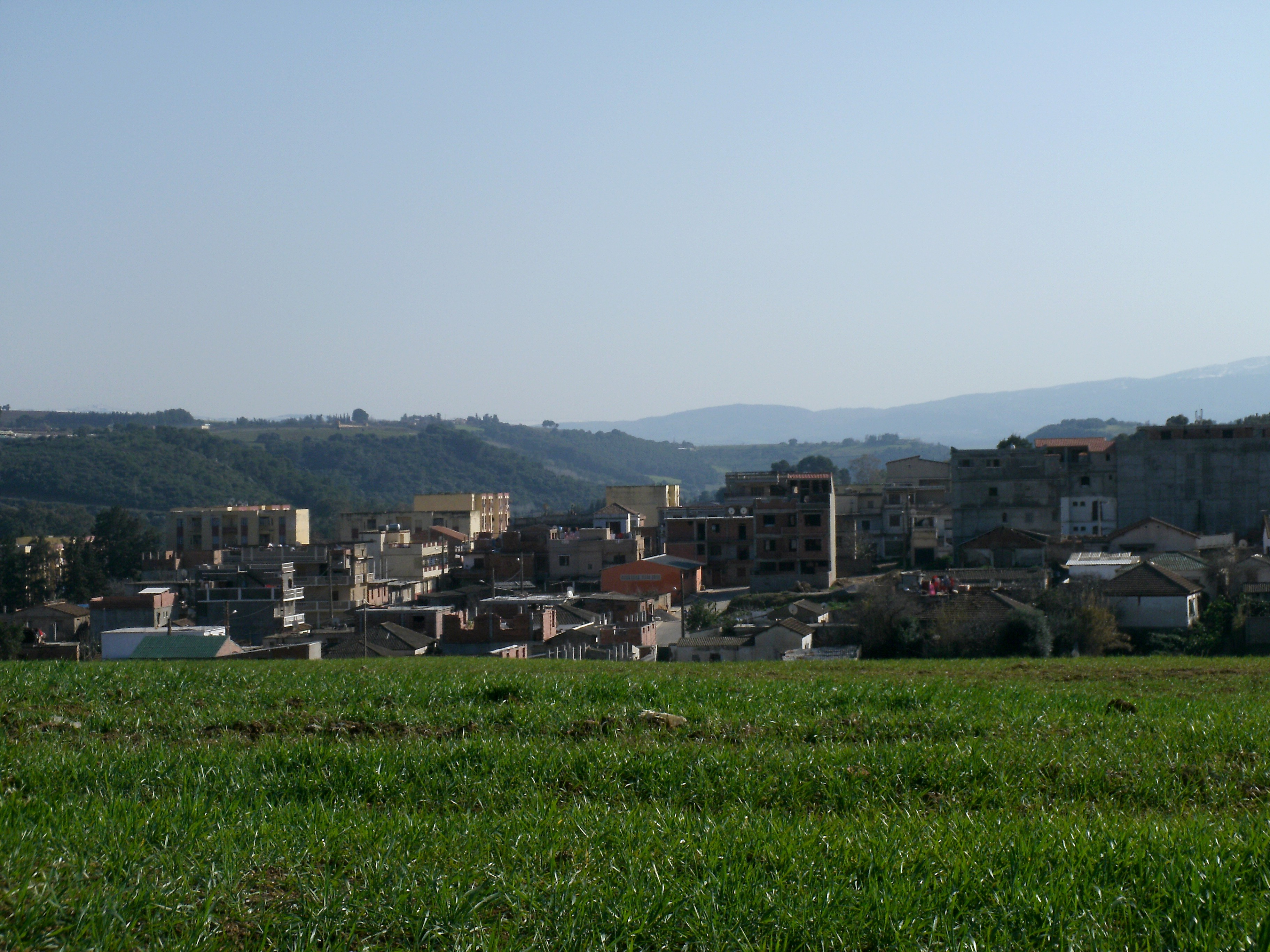
La ville de Nador, en Algérie, créée sous le nom de Desaix.

#### En France
- Le Boulevard Desaix à Clermont-Ferrand, Toulon, Riom, Brioude, Châtel-Guyon...
- Le collège Desaix à Tarbes,
- La cité et le coron Desaix à Loos-en-Gohelle,
- Le fort Desaix qui défend Colmars,
- Le fort Desaix qui défend Strasbourg à Mundolsheim,
- Le fort Desaix qui défend Fort-de-France en Martinique,
- Le lycée Desaix à Saint-Éloy-les-Mines,
- Le parc Desaix d'Alexandre Pain à Houilles
- La place Desaix à Hirson,
- La place Desaix à Clermont-Ferrand (aujourd'hui place Hippolyte Renoux),
- La place Desaix à Riom,
- Le quai Desaix à Paris (disparu),
- Le quai Desaix à Strasbourg,
- Le quartier Desaix, casernement à Clermont-Ferrand où est implanté le 92e régiment d'infanterie de ligne,
- Le rempart Desaix, à Angoulême, désigne à la fois l'élément de fortification et l'artère qui le surplombe.
- La rue Desaix à Marseille, Nantes, Lyon, Houilles, Lille, Tours, Tourcoing, Saint-Amand-Montrond, Mundolsheim, Paris (siège du Journal officiel -de la République française-, à Paris...)
- Le square Desaix à Paris,
- La salle Desaix, une salle municipale à Charbonnières-les-Varennes,
- Le terrain Desaix, terrain militaire à Strasbourg,

#### En dehors de France
- La ville Desaix (aujourd'hui Nador) en Algérie,
- Les îles Desaix, (Desaix Island), en Australie,
- Le cap Desaix (aujourd'hui cap Otway) en Australie,
- La localité Fort-Desaix au Soudan du Sud,
- La place Desaix, place du quartier de Bab El Oued à Alger, en Algérie, pendant la colonisation française,
- La rue Desaix à Alger, en Algérie,
- La rue Desaix à Tunis, en Tunisie,
- Desaix Street, Niles, dans le Michigan, aux États-Unis,
- Desaix Boulevard, La Nouvelle-Orléans, en Louisiane, aux États-Unis,
- Desaix Square, La Nouvelle-Orléans, en Louisiane, aux États-Unis,
- Desaix Boulevard, Tallahassee, en Floride, aux États-Unis,
- Via Desaix à Castelceriolo, en Italie.

### Autres hommages
Écoles
La 211ème promotion de l’école spéciale militaire de Saint-Cyr, baptisée le 19 juillet 2025, porte son nom (2024-2027)
Navires
- Le Desaix, navire de ligne français de soixante-quatorze canons de la marine française, lancé en 1793 et détruit en 1802,
- Le Desaix, navire de guerre de la seconde guerre mondiale.

Rose
- La rose de France 'Général Desaix' à fleurs rose foncé. Création en 1867 du rosiériste Moreau-Robert.

Sources
- La source Desaix à Châteauneuf-les-Bains,
- La source Desaix à Saint-Myon.

## Citations célèbres
- Desaix, en arrivant auprès de Bonaparte lors de la bataille de Marengo, aurait prononcé cette phrase célèbre qui fait partie de sa légende : « La bataille est perdue, il est trois heures ; il reste encore le temps d'en gagner une autre. »[réf. souhaitée] Certains[Qui ?] l'attribuent à Bonaparte lui-même.
- À sa sœur qui lui demandait son portrait, Desaix répondit : « Si tu veux une peinture, porte l'image de la Liberté, les Français n'en doivent pas avoir d'autres. »[réf. souhaitée]

## Regard des contemporains
- Bonaparte dit, le soir de la bataille de Marengo, devant la dépouille de son général et ami : « Pourquoi ne m'est-il pas permis de pleurer. »
- Dans son Mémorial de Sainte-Hélène (1815-1821), Napoléon dictant à Las Cases confia  que : « Le talent de Desaix était de tous les instants ; il ne vivait, ne respirait que l'ambition noble et la véritable gloire. C'était un caractère antique. Il aimait la gloire pour elle-même et la France au-dessus de tout. (…) L'esprit et le talent furent en équilibre avec le caractère et le courage, équilibre précieux qu'il possédait à un degré supérieur. »
- Alors que Napoléon est à l'agonie, ses compagnons présents à Sainte-Hélène l'auraient entendu murmurer : « Desaix ! Desaix ! Ah ! La victoire se décide. »[36]

### Sources et bibliographie
Ouvrages généraux
- « Louis Charles Antoine Desaix », dans Charles Mullié, Biographie des célébrités militaires des armées de terre et de mer de 1789 à 1850, 1852 [détail de l’édition]

Ouvrages spécialisés
- Alfred Barbou, Les généraux de la République, Paris, Jouvet et Cie, coll. « Bibliothèque instructive », 1882, « Desaix », p. 66-89
- Armand Sauzet, Desaix le sultan juste, Hachette, 1954.
- Gonzague Saint Bris, Desaix, le sultan de Bonaparte, Perrin, Paris, 1995.
- Desaix, Journal de voyage du général Desaix - Suisse et Italie, 1797, rééd. 2000.
- René Bouscayrol, Sur Desaix et sa famille, 1983. Tableau généalogique de 200 noms - évocation d'une fille naturelle de Desaix - Éloge du portrait de Desaix par André Dutertre.
- Félix Martha-Beker, Le Général Desaix. Étude historique, éd. Perol, Clermont-Ferrand, 1852. Rédigé par un neveu du général, d'après les papiers et les manuscrits rapportés d'Égypte par Desaix.
- Léonard Bernet-Rollande, Les ancêtres du général Desaix, éd. Louis Bellet, Clermont, 1900.
- Alexandre de Haye, Desaix, étude politique et militaire, éd. J. Leroy, Paris, 1909. Figure une héliogravure énigmatique de « Desaix marchant sur les eaux » du peintre Hilaire Ledru.
- Louis Charles Antoine Desaix, Général - Catalogue de l'exposition, musée des Beaux-Arts de Clermont-Ferrand, Clermont 1983. L'exposition, réalisée avec le concours de E. Ehrard, mettait en lumière un Desaix « héros malgré lui » et une légende savamment entretenue comme tactique de propagande au seul bénéfice de Bonaparte.
- Gaston Bernard, Du nom de Desaix et de quelques autres, dans Bulletin historique et scientifique de l'Auvergne, t. 69, no 543, 1949.
- Joachim Ambert, Trois hommes de cœur. Larrey. Daumesnil. Desaix, Tours, éd. Alfred Mame et Fils (1re éd. 1879) Paris Joachim Ambert est le filleul de Murat.
- Frédéric Barbey, Desaix au Grand-Saint-Bernard, dans  Les pierres parlent, Lausanne, 1941, p. 61-95.

Articles
- Michel Ferron, « Une favorite de Louis XV et ses alliances en Auvergne », L'Auvergne littéraire et artistique,‎ 1935, p. 13-27 (lire en ligne)
- Marc Dousse, « L'École militaire d'Effiat et le « chevalier de Veygoux » », Journal des débats politiques et littéraires, no 982,‎ 24 mars 1943 (lire en ligne)
- Olivier Paradis, « Desaix, le collégien d'Effiat », Annales historiques de la Révolution française, no 324,‎ avril-juin 2001, p. 5-20 (lire en ligne)
- Philippe-Jean Vidal, « Les «Desaix» », Annales historiques de la Révolution française, no 324,‎ avril-juin 2001, p. 21-37 (lire en ligne)
- Jean-Paul Bertaud, « Les compagnons d'armes de Desaix », Annales historiques de la Révolution française, no 324,‎ avril-juin 2001, p. 39-45 (lire en ligne)
- Bruno Ciotti, « La dernière campagne de Desaix », Annales historiques de la Révolution française, no 324,‎ avril-juin 2001, p. 83-97 (lire en ligne)
- Annie Jourdan, « Bonaparte et Desaix, une amitié inscrite dans la pierre des monuments ? », Annales historiques de la Révolution française, no 324,‎ avril-juin 2001, p. 139-150 (lire en ligne)
- Antoinette Ehrard, « Autour de la statue de Desaix par Nanteuil. Place de Jaude à Clermont-Ferrand », Annales historiques de la Révolution française, no 324,‎ avril-juin 2001, p. 161-178 (lire en ligne)
- Christian Amalvi, « Le mythe du général Desaix dans les littératures populaires et scolaires de la Troisième République », Annales historiques de la Révolution française, no 324,‎ avril-juin 2001, p. 179-191 (lire en ligne)
- Jean Ehrard, « Louis Charles Antoine Desaix. Officier du roi, Général de la République », présentation de recherches dans la revue Annales historiques de la Révolution française avec le concours du CNRS no  324 (2001), p. 221-246, [lire en ligne]